# Asticta orientalis
Asticta orientalis är en fjärilsart som beskrevs av Butler 1886. Asticta orientalis ingår i släktet Asticta och familjen nattflyn. Inga underarter finns listade i Catalogue of Life.